# Pintor de Atenas 1183
Pintor de Atenas 1183 es el nombre convenido de un pintor ático de vasos de figuras rojas activo en el último cuarto del siglo V a. C.
Uno de los manieristas más jóvenes, recibió su nombre por el lugar de depósito (Museo Arqueológico Nacional de Atenas 1183) y el número de inventario de su pélice de figuras rojas. Basándose en el análisis estilístico, solo se le han atribuido unos pocos pélices, con cuellos cortos y cuerpos bulbosos, y una hidria. Algunos de sus pélices están relacionadas en forma, decoración figurativa y ornamentación con los vasos atribuidos al Pintor del dinos. En su decoración prefirió escenas musicales y dionisíacas. Su maestro fue probablemente el Pintor de Hefesto .
Un pélice de Atenas representa a un hombre con una cítara tracia (poco común) en una plataforma alta, siendo coronado con una corona por Nike por la victoria en un concurso musical, mientras que otra Nike le lleva dos hidrias —además, un enócoe "con pico"— está representada en una columna, ¿quizás otro premio, hecho de plata?, y otra figura barbuda observa con admiración (las figuras representadas llevan trajes de escenario ricamente decorados). En contextos no mitológicos, la cítara tracia aparece en escenas relacionadas con concursos musicales y teatro. En al menos seis vasos de la segunda mitad del siglo V a. C., artistas victoriosos la sostienen en escenas que representan concursos musicales.